# Ambrujac
Ambrujac (en francès Ambrugeat) és un municipi francès situat al departament de la Corresa i a la regió de la Nova Aquitània.

## Demografia
| 1962                                       | 1968 | 1975 | 1982 | 1990 | 1999 | 2007 |
| ------------------------------------------ | ---- | ---- | ---- | ---- | ---- | ---- |
| 235                                        | 270  | 204  | 192  | 184  | 219  | 208  |
| Des de 1962: població sense dobles comptes |      |      |      |      |      |      |

## Administració
| Període   | Identitat          | Partit |
| --------- | ------------------ | ------ |
| 1983-1995 | Roger Brette       |        |
| 1995-2008 | Jean-Claude Niéras | PCF    |
| 2008-     | Michel Saugeras    |        |